# Melastomae

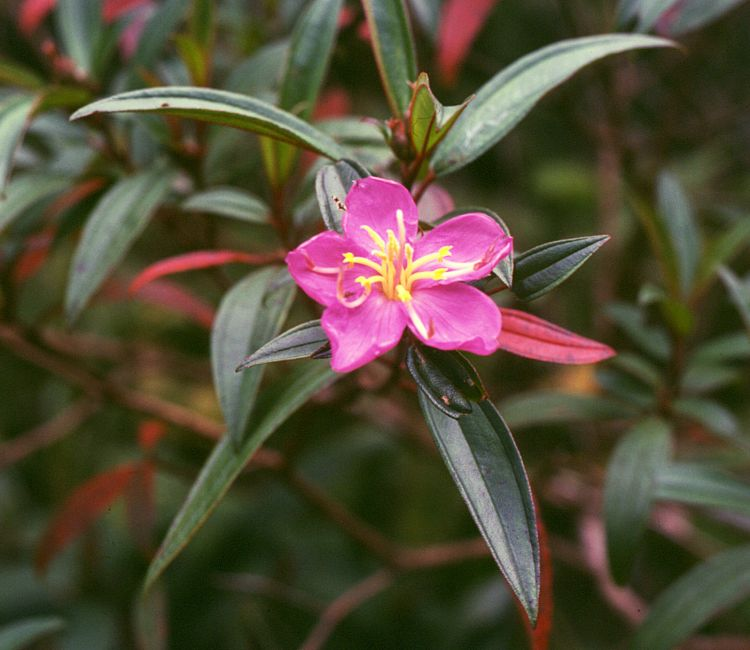
Melastoma

Melastomae, na classificação taxonômica de Jussieu (1789), é uma ordem botânica da classe Dicotyledones, Monoclinae (flores hermafroditas ), Polypetalae ( corola com duas ou mais pétalas) e estames perigínicos (quando os estames estão inseridos à volta do nível do ovário).
Apresenta os seguintes gêneros:
- Blakea, Melastoma, Tristemma, Topobea, Tibouchina, Mayeta, Tococa, Osbeckia, Rhexia.